# 90s Request Top 100 2009
Dit is de 90s Request Top 100 van 2009. Deze lijst werd uitgezonden op vrijdag 2 oktober 2009.

## Top 100
| Positie | Artiest                       | Titel                                           |
| ------- | ----------------------------- | ----------------------------------------------- |
| 1       | Nirvana                       | Smells Like Teen Spirit                         |
| 2       | Pearl Jam                     | Black                                           |
| 3       | Charly Lownoise & Mental Theo | Wonderful Days                                  |
| 4       | Anouk                         | Nobody's Wife                                   |
| 5       | U2                            | One                                             |
| 6       | Rage Against the Machine      | Killing in the Name                             |
| 7       | Metallica                     | Nothing Else Matters                            |
| 8       | Pearl Jam                     | Alive                                           |
| 9       | Red Hot Chili Peppers         | Under the Bridge                                |
| 10      | Blur                          | Song 2                                          |
| 11      | 2 Unlimited                   | No Limit                                        |
| 12      | AC/DC                         | Thunderstruck                                   |
| 13      | The Verve                     | Bitter Sweet Symphony                           |
| 14      | Guns N' Roses                 | November Rain                                   |
| 15      | Alanis Morissette             | Ironic                                          |
| 16      | Underworld                    | Born Slippy                                     |
| 17      | Oasis                         | Wonderwall                                      |
| 18      | K's Choice                    | Not An Addict                                   |
| 19      | Green Day                     | Basket Case                                     |
| 20      | Beastie Boys                  | Sabotage                                        |
| 21      | Radiohead                     | Creep                                           |
| 22      | Pearl Jam                     | Jeremy                                          |
| 23      | The Cranberries               | Zombie                                          |
| 24      | Acda en De Munnik             | Het regent zonnestralen                         |
| 25      | Live                          | Lightning Crashes                               |
| 26      | DJ Paul Elstak                | Rainbow In The Sky                              |
| 27      | Air                           | All I Need                                      |
| 28      | Metallica                     | One                                             |
| 29      | Faithless                     | Insomnia                                        |
| 30      | Michael Jackson               | Black or White                                  |
| 31      | Bush                          | Glycerine                                       |
| 32      | Party Animals                 | Have You Ever Been Mellow                       |
| 33      | Depeche Mode                  | Enjoy the Silence                               |
| 34      | Goo Goo Dolls                 | Iris                                            |
| 35      | Foo Fighters                  | Learn To Fly                                    |
| 36      | The Prodigy                   | Smack My Bitch Up                               |
| 37      | Van Dik Hout                  | Stil in mij                                     |
| 38      | Dune                          | Hardcore Vibes                                  |
| 39      | Michael Jackson               | Earth Song                                      |
| 40      | Metallica                     | Enter Sandman                                   |
| 41      | Backstreet Boys               | Everybody (Backstreet's Back)                   |
| 42      | Radiohead                     | Street Spirit                                   |
| 43      | Queen                         | Innuendo                                        |
| 44      | R.E.M.                        | Losing My Religion                              |
| 45      | Coolio                        | Gangsta's Paradise                              |
| 46      | Weezer                        | Buddy Holly                                     |
| 47      | Ace of Base                   | All That She Wants                              |
| 48      | 4 Non Blondes                 | What's Up?                                      |
| 49      | Faithless                     | God Is a DJ                                     |
| 50      | Bryan Adams                   | Summer of '69                                   |
| 51      | The Offspring                 | Self Esteem                                     |
| 52      | Robbie Williams               | Angels                                          |
| 53      | DJ Paul Elstak                | Luv U More                                      |
| 54      | Acda en De Munnik             | Niet of nooit geweest                           |
| 55      | Nirvana                       | Lithium                                         |
| 56      | Michael Jackson               | They Don't Care About Us                        |
| 57      | The Chemical Brothers         | Hey Boy Hey Girl                                |
| 58      | Red Hot Chili Peppers         | Scar Tissue                                     |
| 59      | Soundgarden                   | Black Hole Sun                                  |
| 60      | No Doubt                      | Don't Speak                                     |
| 61      | 2 Brothers on the 4th Floor   | Dreams                                          |
| 62      | Bruce Springsteen             | Streets of Philadelphia                         |
| 63      | Alice in Chains               | Would?                                          |
| 64      | Massive Attack                | Unfinished Sympathy                             |
| 65      | Counting Crows                | Mr. Jones                                       |
| 66      | Aerosmith                     | I Don't Want To Miss A Thing                    |
| 67      | Beck                          | Loser                                           |
| 68      | Live                          | I Alone                                         |
| 69      | Oasis                         | Don't look back in anger                        |
| 70      | Nirvana                       | Come as You Are                                 |
| 71      | Spice Girls                   | Wannabee                                        |
| 72      | The Prodigy                   | No Good (Start the Dance)                       |
| 73      | Radiohead                     | Karma Police                                    |
| 74      | Blackstreet/Dr. Dre           | No diggity                                      |
| 75      | Lenny Kravitz                 | Are You Gonna Go My Way                         |
| 76      | Bon Jovi                      | Bed of Roses                                    |
| 77      | The Bloodhound Gang           | Fire Water Burn                                 |
| 78      | BLØF                          | Harder dan ik hebben kan                        |
| 79      | Captain Jack                  | Captain Jack                                    |
| 80      | Marco Borsato                 | Dromen zijn bedrog                              |
| 81      | Skunk Anansie                 | Weak                                            |
| 82      | Michael Jackson               | Remember the Time                               |
| 83      | Guano Apes                    | Open Your Eyes                                  |
| 84      | Guus Meeuwis                  | Het is een nacht (Levensecht)                   |
| 85      | Guns N' Roses                 | Knocking On Heavens Door                        |
| 86      | Daft Punk                     | Around the world                                |
| 87      | Green Day                     | When I Come Around                              |
| 88      | Natalie Imbruglia             | Torn                                            |
| 89      | Snap!                         | Rhythm of a Dancer                              |
| 90      | BLØF                          | Liefs uit Londen                                |
| 91      | Manic Street Preachers        | If You Tolerate This Your Children Will Be Next |
| 92      | Anouk                         | Are You Kidding Me                              |
| 93      | Smashing Pumpkins             | Disarm                                          |
| 94      | 2 Pac                         | Changes                                         |
| 95      | The Cardigans                 | My Favorite Game                                |
| 96      | Madonna                       | Frozen                                          |
| 97      | Liquido                       | Narcotic                                        |
| 98      | Kane                          | Damn Those Eyes                                 |
| 99      | Blind Melon                   | No Rain                                         |
| 100     | House Of Pain                 | Jump around                                     |

2004 · 2005 · 2006 · 2007 · 2008 · 2009 · 2010 · 2011 · 2012 · 2013 · 2014